# Venezillo galapagoensis
Venezillo galapagoensis là một loài chân đều trong họ Armadillidae. Loài này được Miers miêu tả khoa học năm 1877.